# Bursa und Cumalıkızık: die Wiege des Osmanischen Reichs
Bursa und Cumalıkızık: die Wiege des Osmanischen Reichs ist der Titel eines seriellen UNESCO-Welterbes in der Türkei, das acht ausgewählte Stätten in Bursa einschließlich des in der Nähe der Stadt gelegenen Dorfes Cumalıkızık beinhaltet, die seit 2014 unter Schutz gestellt sind. Die Altstadt von Aleppo ist unter den verschiedenen Weltkulturerbestätten im ehemaligen Osmanischen Reich am besten vergleichbar.

## Beschreibung
Die acht Stätten in der Marmararegion illustrieren den urbanen und ländlichen Lebensraum des im 14. Jahrhundert entstandenen Osmanischen Reichs. Die soziale und ökonomische Organisation der neuen Hauptstadt Bursa ist repräsentiert durch Hane, Moscheen und andere religiöse Einrichtungen, öffentliche Bäder, eine Armenküche sowie durch das Grabmal des Dynastiegründers Orhan Gazi. Das Dorf Cumalıkızık (etwa 8 Kilometer in östlicher Richtung vom Zentrum von Bursa entfernt) illustriert, wie die Hauptstadt durch ihr Hinterland mit notwendigen Gütern versorgt wurde.
Das schwere Erdbeben von 1855 bedeutete einen Einschnitt in der Stadtgeschichte. Der Wiederaufbau folgte dem Grundsatz, dass Bursa das Modell einer osmanischen Stadt sei, entsprechend orientierte sich die Rekonstruktion beschädigter Gebäude an der frühosmanischen Zeit. ICOMOS gewichtete diese Baumaßnahmen im 19. Jahrhundert und die nach den Unruhen von 1922 notwendigen Reparaturen stärker für das heutige Erscheinungsbild Bursas, als die türkische Regierung diese Faktoren bei der Nominierung als UNESCO-Welterbe berücksichtigt hatte. ICOMOS stellte auch fest, dass die Nominierung als serielles Welterbe Einschränkungen mit sich bringe, da von allen osmanischen Külliyen in der Stadt speziell die herrscherlichen Gründungen herausgehoben wurden und die Wohnbebauung, das Straßennetz und die öffentlichen Gebäude unberücksichtigt blieben.

### Orhan Gazi Külliye und Umgebung
Dieser Baukomplex wurde schon 1339 außerhalb der byzantinischen Zitadelle gebaut und ist daher der Kern der osmanischen Stadt. Er bestand ursprünglich aus einer Moschee, einer Religionsschule (Madrasa), einer öffentlichen Küche (Imaret) und einem öffentlichen Badehaus (Hammam) in Nachbarschaft eines Han, in dem verschiedene wirtschaftliche Tätigkeiten ausgeübt wurden. Madrasa und Küche sind nicht erhalten, an ihrer Stelle ist ein öffentliches Gebäude (Rathaus) getreten. Die Orhan-Moschee als ältester Teil des Ensembles zeigt typische Merkmale der frühen osmanischen Architektur. Bis 1936 gehörten alle Gebäude dieses Komplexes einer wohltätigen religiösen Stiftung (Waqf), danach ging aber ein Großteil in Privateigentum über (67 %), und 29 % verblieben der Stiftung.

### Gräber von Osman und Orhan Gazi
Orhan Gazi (Orhan I.) eroberte 1326 die bis dahin byzantinische Stadt Prusa. Er ist gemeinsam mit seinem Vater Osman I. in Bursa begraben. Das gegenwärtige Mausoleum stammt allerdings aus dem Jahr 1863 und wurde neu gebaut, nachdem der osmanische Vorgängerbau in dem Erdbeben von 1855 zerstört worden war.

### Hüdavendigar-Bauensemble (Murad I.)
Diese Külliye ließ Murad I. im Jahr 1363 errichten und gab damit den Anstoß zur Stadterweiterung in westliche Richtung. Moschee und Religionsschule teilen sich hier ein gemeinsames Gebäude, wobei sich die Madrasa im Obergeschoss befindet. Die Dekoration zeigt byzantinischen Einfluss. Anstelle der im Erdbeben von 1855 zerstörten öffentlichen Küche befindet sich ein Kulturzentrum. In diesem Baukomplex gehören bis heute die meisten Gebäude der Waqf-Stiftung (58 %), und nur 33 % sind in Privatbesitz.

### Eskı Kaplıca, ein altes türkisches Badehaus
Das genaue Baujahr dieses Badehauses ist unbekannt, doch wird angenommen, dass es unter der Regierung Murads I. an der Stelle eines byzantinischen Bades errichtet wurde. Grundlegend verschieden von anderen türkischen Bädern, zeigt es die Architektur des byzantinischen Badehauses.

### Yıldırım-Bauensemble (Bayezid I.)

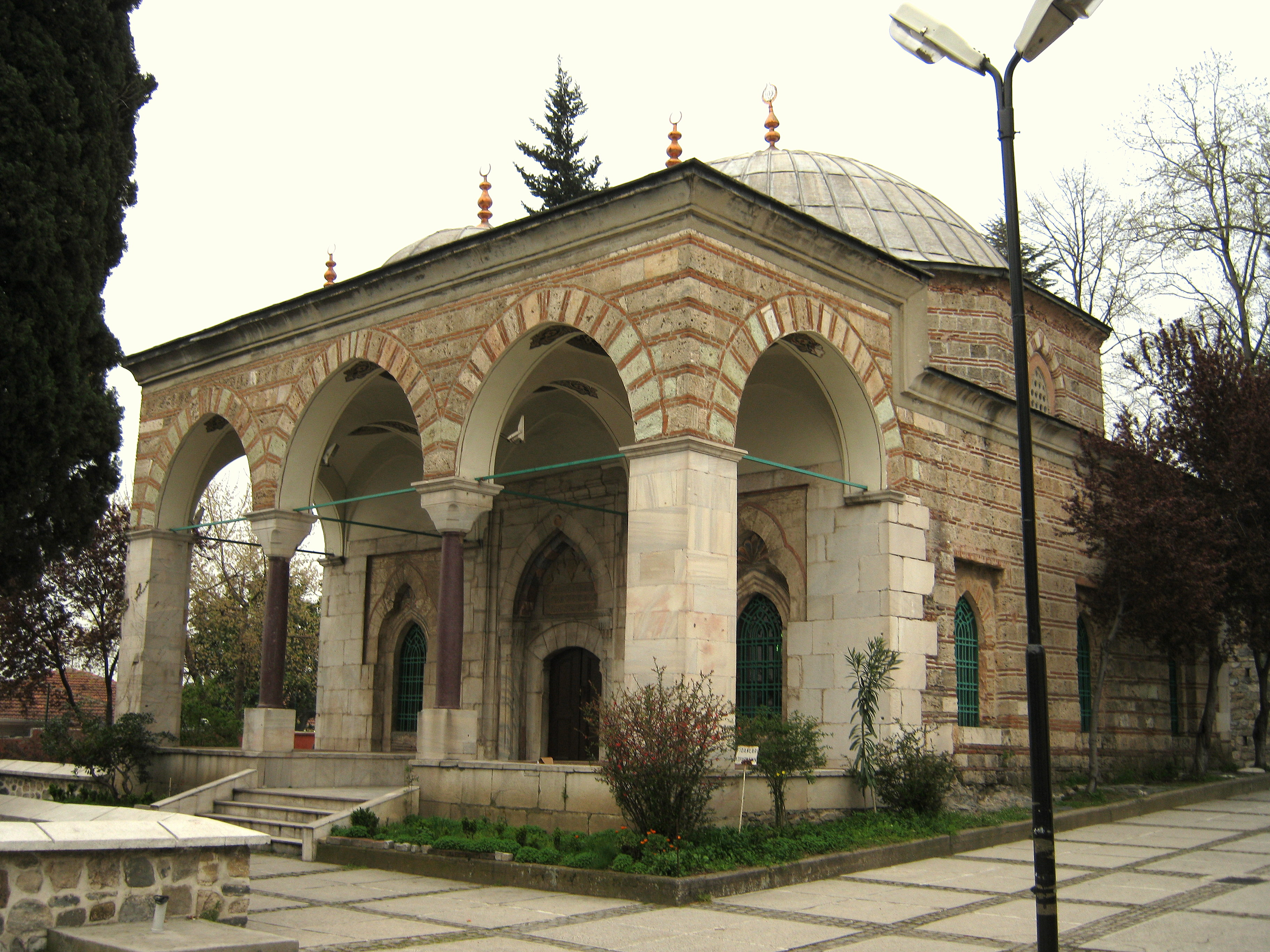
Yıldırım-Külliye

Der eindrucksvollste osmanische Baukomplex in Bursa wurde im Jahr 1390 begonnen. Er war eine wichtige Bildungseinrichtung und befand sich am östlichen Rand der frühosmanischen Stadt. Das Hospital, das zu diesem Komplex gehört, wurde restauriert und wird seiner ursprünglichen Funktion gemäß als Augenklinik genutzt. Bis auf die Küche ist das gesamte Ensemble einer Külliye hier erhalten geblieben. Der Waqf-Stiftung gehört hier mit 73 % ein besonders großer Teil der Gebäude.

### Yeşil-Bauensemble (Mehmed I.)
Dieser Komplex wurde im Jahr 1419 begonnen und steht gewissermaßen für den Neubeginn unter der Herrschaft Mehmeds I., nachdem Timur dem Osmanischen Reich 1402 eine schwere Niederlage zugefügt hatte. Die Fassade der sogenannten Grünen Moschee ist mit glasierten Ziegeln geschmückt. Während die Moschee ihrer Bestimmung gemäß in Gebrauch ist und auch die öffentliche Küche (Imaret) bis heute Speisen ausgibt, haben andere Bauten eine Umnutzung erfahren: das Badehaus ist heute ein Atelier und die Madrasa ein Museum für Türkisch-Islamische Kunst. In diesem Baukomplex besitzt die Waqf-Stiftung nur 10 %, während der staatliche Anteil mit 17 % höher als sonst ist; die meisten Gebäude (66 %) sind in Privatbesitz.

### Muradiye-Bauensemble (Murad II.)

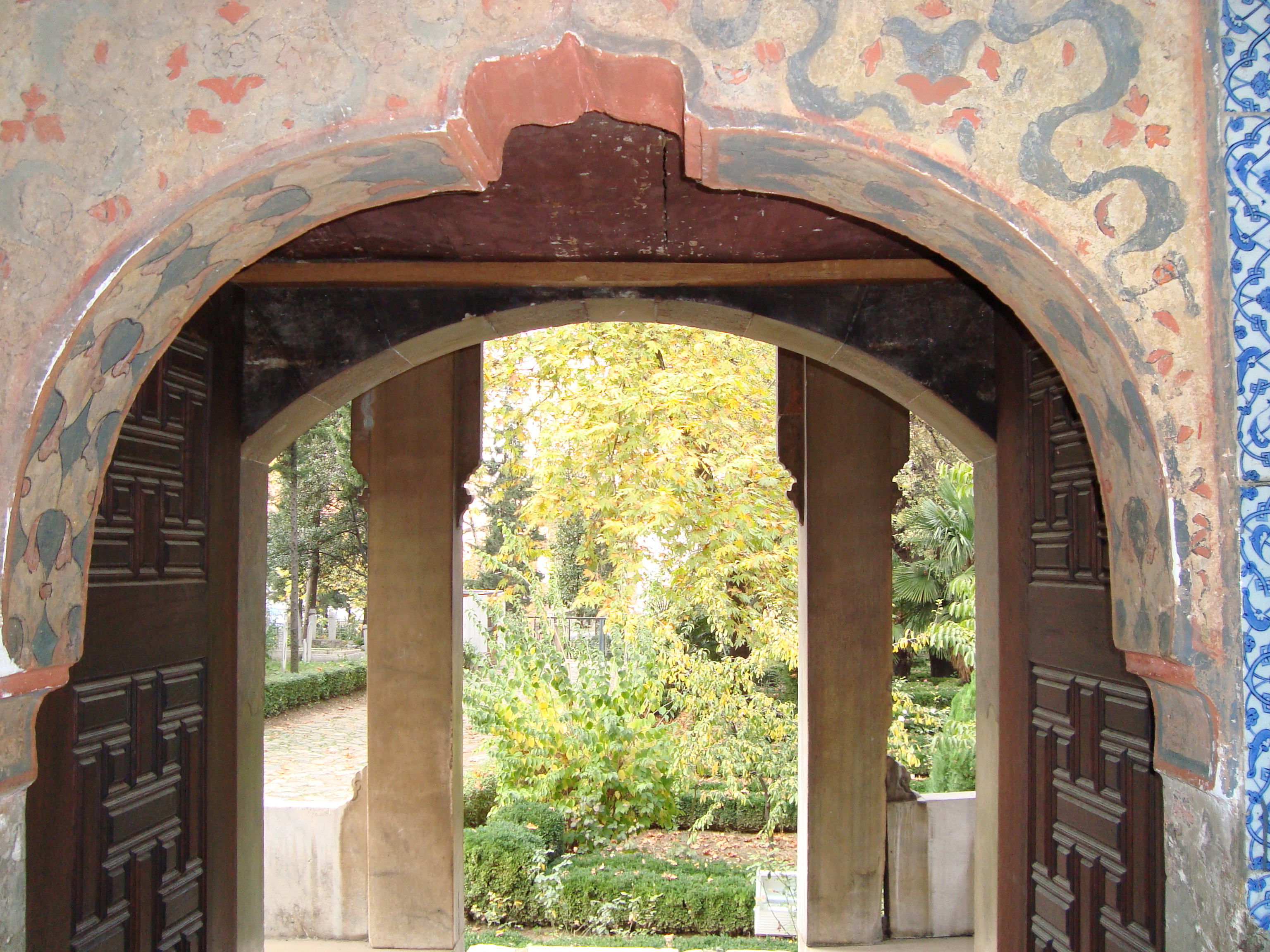
Muradiye-Grabstätten

Baubeginn dieses jüngsten osmanischen Bauensembles war das Jahr 1426. Ungewöhnlich ist hier ein Friedhof (hazire) für zwölf Mitglieder der Herrscherfamilie, darunter Sultan Murad II. Moschee und Gräber wurden zur Zeit der Welterbenominierung restauriert; andere Teile des Baukomplexes waren neuen Funktionen zugeführt worden. Die Madrasa ist heute eine Apotheke, die Küche ein Restaurant und das Badehaus ein Zentrum für Menschen mit Behinderungen. Der größte Teil der Gebäude, 74 %, sind in Privatbesitz, nur 13 % verblieben einer religiösen Stiftung.

### Cumalıkızık, ein Dorf und sein Umland
Eine Reihe von Dörfern im Umland von Bursa wurden durch eine fromme Stiftung des Herrschers (Waqf) gegründet; Cumalıkızık ist aber das einzige heute erhaltene Beispiel. In der Dorfanlage gibt es den besten Eindruck davon, wie ein Dorf in frühosmanischer Zeit ausgesehen haben könnte. ICOMOS zufolge kann die Nominierung dieses historischen Dorfes als Welterbestätte zum Verständnis der Interaktion von Stadt und Land in osmanischer Zeit keinen besonderen Beitrag leisten.

## Welterbe-Kriterien

### Kriterium I
Bursa ist eine planvolle und neuartige Stadtanlage der ersten Osmanenherrscher: die Ahi-Bruderschaft war im Wirtschaftsleben tätig, während Külliyen die öffentliche Infrastruktur bereitstellten.

### Kriterium II
Bursa war ein Vorbild für die Anlage späterer osmanischer Städte. Das betraf besonders die Infrastruktur einer Neustadt außerhalb der Mauern bestehender Städte, in der nicht-urbane Bevölkerungsteile Wohnraum fanden. Die Neustadt hatte einen spezifisch osmanischen Charakter, wobei aber auch byzantinische, seldschukische, arabische und persische Elemente in der Architektur ablesbar sind.

### Kriterium IV
In Bursa wurde ein innovatives, multifunktionales Gebäude auf dem Grundriss des „umgedrehten T“ entwickelt. In verschiedenen Abwandlungen begegnet es im Stadtplan immer wieder und schafft dabei den typischen „Bursa-Stil“.

### Kriterium VI
Bursa ist mit historischen Ereignissen der osmanischen Geschichte verbunden, darüber hinaus haben sich aber auch Legenden und Mythen an diese  Stadt geheftet. Auch nach der Eroberung Konstantinopels 1453 behielt Bursa die Rolle einer spirituellen Hauptstadt, weshalb osmanische Herrscher sich hier bestatten ließen.

## Integrität und Authentizität
Die acht seriellen Welterbestätten wurden so ausgewählt, dass sie nach Meinung der türkischen Regierung als Antragstellerin ein vollständiges Bild von der Funktionsweise einer osmanischen Stadt ermöglichen.
Die Authentizität wurde durch das Erdbeben von 1855 und die danach notwendigen Restaurierungen in Mitleidenschaft gezogen. Einzelne Bestandteile des für Bursa stadtbildprägenden Bauensembles Külliye gingen dabei verloren. Doch nehmen einige Külliyen bis in die Gegenwart wichtige soziale, kulturelle und religiöse Funktionen für die Bevölkerung von Bursa wahr.